# Francesca Albanese
Francesca Paola Albanese (Ariano Irpino, 30 de março de 1977) é uma jurista e professora italiana, especializada em direito internacional e direitos humanos. Desde 2022, é relatora especial da ONU para os territórios palestinianos ocupados.
Forte opositora da ocupação israelita da Palestina, Albanese recomendou no seu primeiro relatório que os Estados membros da ONU desenvolvessem “um plano para pôr termo à ocupação colonial israelita e ao regime de apartheid”. Albanese criticou a inação sobre a questão, descrevendo os EUA como “subjugados pelo lobby israelita” e a Europa pela “culpa do Holocausto”, o que faz com que ambos “condenem os oprimidos” no conflito. 
Durante a guerra de 2023 entre Israel e o Hamas, Albanese apelou a um cessar-fogo imediato, advertindo que “os palestinianos correm o grave risco de uma limpeza étnica em massa”.  Afirmou ainda que a comunidade internacional deve “prevenir e proteger as populações de crimes hediondos” e que “a responsabilidade pelos crimes internacionais cometidos pelas forças de ocupação israelitas e pelo Hamas deve ser imediatamente apurada”.  Em 26 de março de 2024, após a publicação de um relatório intitulado “Anatomia de um Genocídio”,  Albanese disse ao Conselho dos Direitos Humanos da ONU que as acções de Israel em Gaza são “razões bem fundamentadas” para falar de genocídio.

## Biografia
Francesca Albanese concluiu a licenciatura em Direito na Universidade de Pisa e o mestrado com especialização em direitos humanos na Escola de Estudos Orientais e Africanos da Universidade de Londres. Está também a concluir um doutoramento em direito internacional dos refugiados na Faculdade de Direito da Universidade de Amesterdão. 

### Ciência, jornalismo, consultoria
Após uma bolsa de estudos no Instituto para o Estudo das Migrações Internacionais da Universidade de Georgetown, em Washington, DC, tornou-se consultora sénior em matéria de migração e deslocação forçada na ONG Arab Renaissance for Democracy and Development (ARDD)  e investigador no Instituto Internacional de Estudos Sociais da Universidade Erasmus de Roterdão. Na ARDD, foi co-fundadora da “Rede Global sobre a Questão Palestiniana”.  Em 2020, publicou, juntamente com Lex Takkenberg, uma segunda edição do manual Palestine Refugees in International Law na Oxford University Press.  
Albanese trabalhou durante uma década como perito em direitos humanos para as Nações Unidas, incluindo o Alto Comissariado para os Direitos Humanos e a Agência de Assistência aos Refugiados da Palestina no Médio Oriente. Durante este período, aconselhou igualmente governos nacionais e actores da sociedade civil no Médio Oriente, no Norte de África e no Pacífico sobre os direitos humanos, a sua aplicação e normas, em especial no que diz respeito a grupos vulneráveis como os refugiados e os migrantes. Trabalha como professora de direito internacional em universidades europeias e árabes (por exemplo, no Instituto Issam Fares da Universidade Americana de Beirute) e participa em conferências como perita no conflito israelo-palestiniano.

### Relatora Especial das Nações Unidas para os Territórios Palestinos Ocupados
No dia 1 de Maio de 2022, foi nomeada Relatora Especial para a Situação dos Direitos Humanos nos Territórios Palestinianos Ocupados desde 1967, por um período de três anos, sucedendo ao canadiano Michael Lynk. É a segunda pessoa italiana, depois de Giorgio Giacomelli, e a primeira mulher a ocupar este cargo. 
Em Outubro do mesmo ano, no seu primeiro relatório, Albanese apelou aos Estados membros da ONU para que elaborassem um plano “para pôr termo a novas ocupações de terras pelo movimento de colonização israelita e pelo regime de apartheid”.  O relatório concluía: “As violações descritas neste relatório demonstram a natureza da ocupação israelita, um regime deliberadamente possessivo, segregacionista e repressivo, concebido para impedir a concretização do direito do povo palestiniano à autodeterminação”. 

### Controvérsia sobre a definição de antissemitismo
A nomeação de Albanese como Relatora Especial das Nações Unidas para os Territórios Palestinianos Ocupados deu origem a uma controvérsia sobre as suas declarações relativas ao Holocausto e aos grupos de interesses judaicos, tendo sido acusada de antissemitismo.  As linhas de conflito seguem essencialmente a amarga controvérsia sobre a forma como as definições de antissemitismo da IHRA devem ser aplicadas em casos individuais. Albanese rejeitou a acusação de antissemitismo e sublinhou que a sua crítica a Israel, se refere à ocupação dos territórios palestinianos. Em Dezembro de 2022, 56 peritos no domínio do antissemitismo, do Holocausto e dos estudos judaicos declararam: "É óbvio que a campanha contra Albanese não se destina a combater o antissemitismo contemporâneo. O objetivo principal é silenciá-la e minar o seu mandato como relatora principal da ONU sobre as violações israelitas dos direitos humanos e do direito internacional". Ainda em Dezembro de 2022, o “Centro Shimon Wiesenthal” afirmou que Albanese e o Conselho de Direitos Humanos da ONU eram “responsáveis pela demonização de Israel e pela normalização do antissemitismo” e que Albanese era uma “enciclopédia anti-Israel ambulante”.
Em Janeiro de 2023, os “esforços incansáveis de Albanese para proteger os direitos humanos no Território Palestiniano Ocupado (TPO) e a sua consciência das alarmantes violações dos direitos palestinianos” foram elogiados numa declaração de 116 organizações de direitos humanos, organizações da sociedade civil, instituições académicas e outros grupos. No mês seguinte, um grupo bipartidário de 18 membros do Congresso dos Estados Unidos pronunciou-se a favor da substituição de Albanese por este ter demonstrado um preconceito persistente contra Israel.
A Amnistia Internacional Itália publicou, em 26 de abril de 2023, uma carta de apoio a Albanese, assinada por dezenas de grupos de defesa dos direitos humanos, parlamentares, juristas e académicos italianos, depois de o antigo Ministro dos Negócios Estrangeiros italiano Giulio Terzi (Fratelli d'Italia) e o Ministro israelita da Diáspora Amichai Chikli, terem apelado ao Governo italiano para que fizesse campanha pela demissão de Albanese. Em 27 de Abril de 2023, três antigos titulares, John Dugard (2001-2008), Richard Falk (2008-2014) e Michael Lynk (2016-2022), apelaram publicamente à ONU para que defendesse Albanese de ataques, alegando que ela tinha sido “alvo de ataques difamatórios e pessoais”. Em 3 de maio de 2023, Albanese escreveu no Twitter que tinha “visto demasiadas mortes (de palestinianos]) e demasiada arbitrariedade sem responsabilidade e agora enfrenta acusações por trabalhar para remediar estes abusos”.
Em Julho de 2023, durante a 30.ª reunião da 53.ª sessão ordinária do Conselho dos Direitos do Homem da ONU, Albanese apresentou um relatório que acusa Israel de transformar a Cisjordânia numa prisão a céu aberto. O relatório afirma que, desde 1967, mais de 800 000 palestinianos, incluindo crianças de apenas 12 anos, foram presos e detidos pelas autoridades israelitas. Num briefing com jornalistas, Albanese afirmou: “Não há outra forma de definir o regime que Israel impôs aos palestinianos - que é o apartheid por defeito - do que uma prisão a céu aberto”. Israel não esteve presente na apresentação, mas rejeitou as conclusões do relatório.
Albanese comentou na Al Jazeera, o ataque terrorista do Hamas a Israel em 2023, e a subsequente operação militar israelita, em 9 de Outubro de 2023. Ficou completamente chocada e horrorizada com a violência: "As narrativas que são imediatamente estabelecidas são problemáticas. É possível e necessário tomar o partido tanto dos palestinianos como dos israelitas sem cair no relativismo ético, na indignação selectiva ou, pior ainda, nos apelos à violência".
Numa declaração de 14 de outubro, sublinhou que tanto os palestinianos como os israelitas têm direito a uma vida de paz, igualdade, dignidade e liberdade. Apelou à comunidade internacional para que intensificasse os esforços no sentido de alcançar um cessar-fogo imediato entre as partes, antes que seja atingido um “ponto de não retorno”. É da responsabilidade da comunidade internacional proteger a população das atrocidades. As acções do Hamas e das tropas de ocupação israelitas devem ser julgadas de acordo com os critérios do direito internacional. Quando Israel anunciou uma grande operação militar no norte de Gaza e apelou à população local para que evacuasse imediata e completamente estas áreas residenciais, falou de uma “limpeza étnica iminente que não se justificava como auto-defesa”.

### Guerra de Gaza de 2023 -
Durante a guerra, iniciada 2023, entre Israel e o Hamas, Albanese apelou a um cessar-fogo imediato, advertindo que “os palestinianos correm o grave risco de uma limpeza étnica em massa”. O Presidente do Parlamento Europeu, afirmou ainda que a comunidade internacional deve “prevenir e proteger as populações de crimes hediondos” e que “a responsabilidade pelos crimes internacionais cometidos pelas forças de ocupação israelitas e pelo Hamas deve ser imediatamente julgada”.
Em 25 de Março de 2024, Francesca Albanese publicou um relatório intitulado “Anatomia de um genocídio”: afirma que existem “motivos razoáveis” para acreditar que Israel cometeu vários actos de genocídio na Faixa de Gaza. Afirmou também ter sido vítima de numerosas ameaças desde o início da sua missão de preparação de um relatório sobre a guerra israelita contra Gaza.

## Prémios
Foi distinguida com os prémios:
- 2023 - Albanese recebeu o Prémio Internacional Stefano Chiarini em reconhecimento do seu trabalho jornalístico sobre a Palestina e o Médio Oriente.[34]

- 2024 - foi escolhida como a Personalidade do Ano da ONU pela publicação Passblue, que afirmou que Albanese e os outros nomeados "demonstraram uma forte liderança em 2024 para defender a Carta das Nações Unidas, defender os direitos humanos universais, atuar para garantir o direito internacional humanitário e promover a paz e a não-violência em todo o mundo.[35]

- 2025 - Albanese recebeu o “Dries van Agt Award” do The Rights Forum, que distingue indivíduos e organizações fortemente empenhados na defesa dos direitos humanos e do direito internacional na Palestina.[36]

## Obras
- J'accuse. Gli attacchi del 7 ottobre, Hamas, il terrorismo, Israele, l'apartheid in Palestina e la guerra, con Christian Elia, Fuoriscena, 2023, ISBN 979-1222500027
- Palestinian Refugees in International Law, con Alex Takkenberg, Oxford University Press, 2020, ISBN 978-0198784050 [2]

## Ligações Externas
- TRT World | Palestine Talks: In Conversation with Francesca Albanese (2025)
- ONU | Comité dos Direitos do Povo Palestiniano: It Is Important to Call a Genocide a Genocide, Francesca Albanese (2024)
- Esquerda NET | Entrevista a Francesca Albanese: Palestina, O colapso do direito internacional? (2024)